# 比爾克區

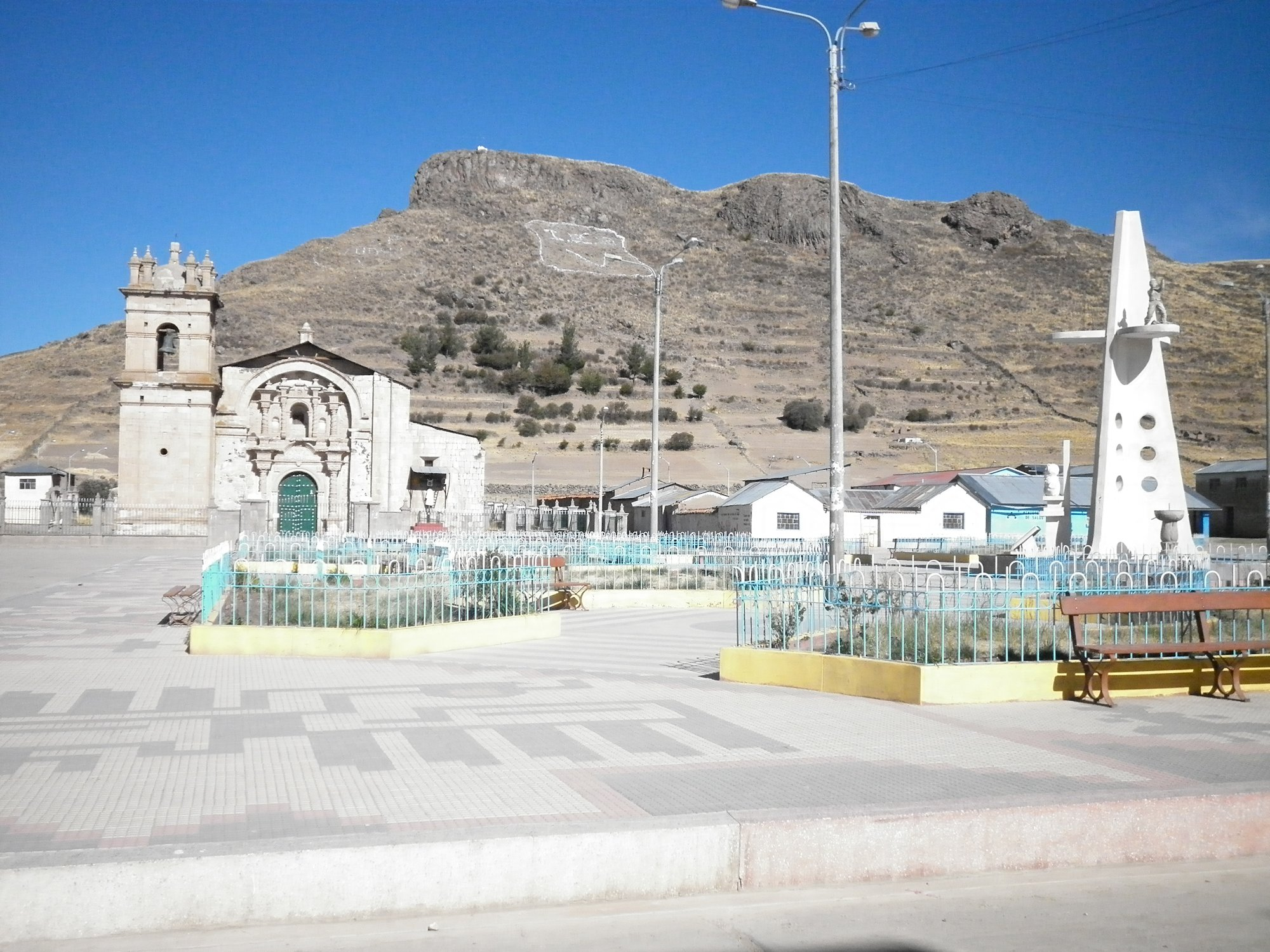

比爾克區（西班牙語：Distrito de Vilque），是秘魯的一個區，位於該國東南部普諾大區的普諾省，面積193.29平方公里，海拔高度3,860米，2005年人口2,947，人口密度每平方公里15人。